# Variant Òmicron del SARS-CoV-2
- 100.000–999.999
- 10.000–99.999
- 1.000–9.999
- 100–999
- 10–99
- 1–9
- 0

Variant Òmicron i altres variants
preocupants principals o anteriors del SARS-CoV-2 representades en un arbre escalat radialment per distància genètica, derivat de Nextstrain l'1 de desembre de 2021

Casos confirmats acumulats de la variant Òmicron per país
Llegenda:

La variant Òmicron del SARS-CoV-2, també coneguda per l'identificador de llinatge PANGO B.1.1.529, l'identificador de clade GISAID GR/484A i l'identificador de clade Nextstrain 21K, és una variant preocupant del SARS-CoV-2, el virus que causa COVID-19. Es va informar per primera vegada a l'Organització Mundial de la Salut (OMS) des de Sud-àfrica el 24 de novembre de 2021.
La variant té un nombre inusualment gran de mutacions, algunes de les quals són noves, i diverses de les quals afecten la proteïna d'espícula utilitzada per a la majoria dels vaccins en el moment del seu descobriment. Aquest nivell de variació ha generat preocupacions pel que fa a la transmissibilitat, l'evasió del sistema immunitari i la resistència al vaccí. Com a resultat, la variant va ser designada ràpidament com a "preocupant", i diversos països van introduir restriccions a l'hora de viatjar per limitar o frenar la seva propagació internacional.
En comparació amb les variants anteriors de preocupació, es creu que Òmicron és molt més contagiós (es propaga molt més ràpidament) i ho fa al voltant de 70 vegades més ràpid que qualsevol variant anterior als bronquis (vies respiratòries pulmonars), però és menys capaç de penetrar en el teixit pulmonar profund, i potser per aquest motiu hi ha una reducció considerable del risc de malaltia greu que requereixi l'hospitalització. No obstant això, la taxa de propagació extremadament alta, combinada amb la seva capacitat per evadir tant la doble vacunació com el sistema immunitari del cos, significa que el nombre total de pacients que requereixen atenció hospitalària sigui gran.
Les vacunes continuen oferint protecció contra la malaltia greu i l'hospitalització, especialment després d'administrar una tercera dosi d'una vacuna d'ARNm. Les primeres xifres suggereixen que la doble vacunació ofereix entre un 30 i un 40% de protecció contra la infecció i al voltant del 70% de protecció contra l'hospitalització. Una tercera dosi de vacuna recent augmenta l'eficàcia contra la infecció al voltant del 75 per cent i el 88 per cent per a malalties greus.

## Nomenclatura
L'OMS se saltà les lletres ni (ν) i ksi (ξ), les següents lletres de l'alfabet grec, per a evitar confusions amb la paraula anglesa new ("nou") i el cognom xinès Xi, prou estès.

## Mutacions

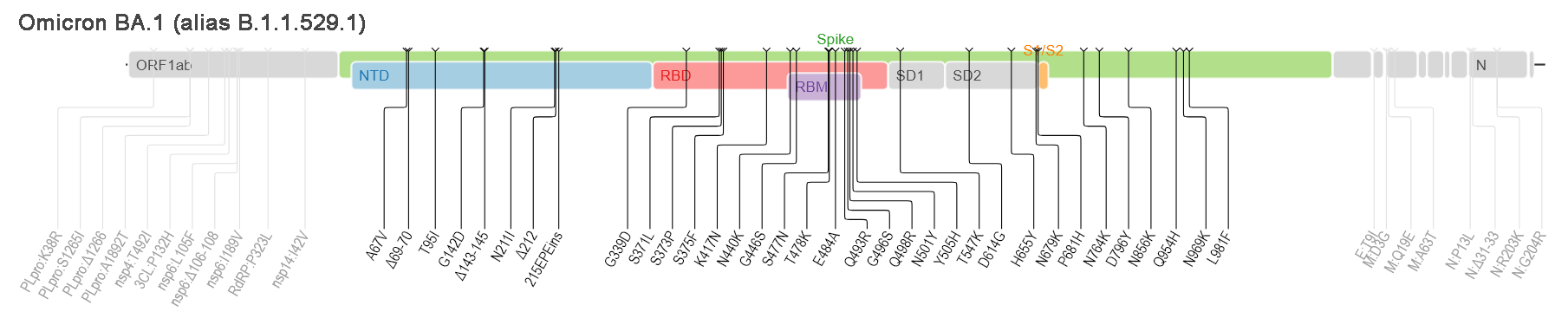
Seqüència genòmica

La variant té moltes mutacions, algunes de les quals han preocupat els científics. La variant Òmicron té un total de 60 mutacions en comparació amb la variant de referència/ancestral: 50 substitucions no sinònimes, 8 substitucions sinònimes i 2 mutacions no codificants. Trenta-dues mutacions afecten la proteïna S, la principal diana antigènica dels anticossos generats per infeccions i de moltes vacunes àmpliament administrades. Moltes d'aquestes mutacions no s'havien observat en altres soques.

## Subvariants

### BA.2
Els investigadors han establert l'existència de tres subllinatges d'Òmicron. El subllinatge "estàndard" ara s'anomena BA.1/B.1.1.529.1, i els altres dos subllinatges es coneixen com BA.2/B.1.1.529.2 i BA.3/B.1.1.529.3. Comparteixen moltes mutacions, però també difereixen significativament. BA.1 i BA.2 comparteixen 32 mutacions, però difereixen en 28. Això els fa tan diferents com algunes altres variants principals, i s'ha suggerit que BA.2 hauria de rebre el seu propi nom basat en l'alfabet grec.
Una diferència notable entre la subvariant "estàndard" i BA.2 és que aquesta última no té la característica de supressió que causa la deleció del gen S (SGTF de l'anglès S Gene Target Failure) (Δ69-70) per la qual moltes proves de qPCR són capaces de detectar ràpidament un cas com a variant Òmicron (o Alfa), de la variant Delta anteriorment dominant (que a igual que la BA.2 no tenen aquesta deleció). Així, els països que depenen principalment de l'SGTF per a la detecció poden passar per alt BA.2; i les autoritats britàniques consideren que la detecció de només l'SGTF és insuficient per controlar la propagació d'Òmicron. Això ha donat com a resultat que hagi estat anomenada Òmicron sigil·losa. Com que encara es pot detectar mitjançant una seqüenciació completa normal, o comprovacions de determinades altres mutacions, el sobrenom és, tanmateix, inexacte. Alguns països, com Dinamarca i Japó, utilitzen una variant qPCR que prova diverses mutacions, inclosa la L452R. També pot distingir la Delta, que té L452R, i tots els subllinatges d'Òmicron, que no tenen L452R. El tercer subllinatge d'Òmicron, BA.3, és molt rar i no representa el mateix problema potencial en la detecció ja que té la supressió SGTF (Δ69-70), similar a BA.1.
Al 24 de gener, les autoritats sanitàries daneses no havien detectat diferències entre BA.1 i BA.2 en hospitalitzacions o gravetat, i les primeres dades de l'Índia apunten en la mateixa direcció. Els estudis noruecs mostren que la quantitat de virus a les vies respiratòries superiors és similar en els infectats amb BA.1 i BA.

### BA.2.12
Es van detectar dues noves subvariants BA.2 a l'estat nord-americà de Nova York, que són BA.2.12 i BA.2.12.1, ambdues tenen un avantatge significatiu de creixement del 23-27% respecte a BA.2 i contribuint a un augment de les infeccions al centre de Nova York, centrades a Syracuse i el llac Ontario, que més tard es van convertir en dominants el 24 de maig als EUA.

### XE
L'OMS va trobar que un nou recombinant BA.1–BA.2 aïllat del Regne Unit el gener de 2022, batejat com el recombinant "XE", era potencialment un 10% més transmissible que BA.2, per la qual cosa és entre un 43% i un 76% a més transmissible que BA.1, i fent del recombinant XE la variant més contagiosa identificada.

### BA.2.12
S'han detectat dues subvariants noves de BA.2 a l'estat nord-americà de Nova York, que són BA.2.12 i BA.2.12.1, ambdues amb un avantatge significatiu de creixement del 23-27% respecte a BA.2 i que contribueixen a un augment de les infeccions al centre de Nova York, centrat a Syracuse i el llac Ontario, que més tard es van convertir en dominants el 24 de maig als EUA.

### BA.2.75
La subvariant BA.2.75 (anomenada Centaure pels mitjans de comunicació), detectada per primera vegada a l'Índia el maig de 2022, ha estat classificada com a variant sota vigilància de l'OMS.

### BA.3
El tercer sublinatge Òmicron, BA.3, és molt rar. Té la mateixa supressió SGTF (Δ69-70) que BA.1.

### BA.4 i BA.5
L'abril de 2022, l'OMS va anunciar que estava fent un seguiment de les subvariants BA.4 i BA.5 amb BA.4 detectat a Sud-àfrica, Botswana, Dinamarca, Escòcia i Anglaterra. Les primeres indicacions de les dades recollides a Sud-àfrica van suggerir que BA.4 i BA.5 tenen un avantatge significatiu de creixement respecte a BA.2, que el 12 de maig va obtenir l'estatus de Variant preocupant pel Centre Europeu per a la Prevenció i Control de Malalties i, el 20 de maig, per l'Agència de Seguretat Sanitària del Regne Unit. La BA.5 poc després, el 25 de maig, era la dominant a Portugal, representant dos terços de tots els casos nous d'allà.

## Epidemiologia-Història
El 26 de novembre de 2021, l'OMS va designar B.1.1.529 com a variant preocupant i la va anomenar "Òmicron", després de la quinzena lletra de l'alfabet grec. Omicron es va detectar per primera vegada el 22 de novembre de 2021 en laboratoris de Botswana i Sud-àfrica a partir de mostres recollides entre l'11 i el 16 de novembre. La primera mostra coneguda es va recollir a Sud-àfrica el 8 de novembre. El primer cas conegut, fora de Sud-àfrica, va ser una persona que va arribar a Hong Kong des de Sud-àfrica via Qatar l'11 de novembre, i una altra persona que va arribar a Bèlgica des d'Egipte via Turquia la mateixa data. A partir del 7 de gener de 2022, la variant s'ha confirmat a 135 països. Omicron té un nombre inusualment gran de mutacions en comparació amb variants anteriors. Algunes de les mutacions són noves i impliquen canvis a la proteïna S que redueixen la capacitat de les vacunes contra la COVID-19 per prevenir la malaltia simptomàtica.
Un article de desembre de 2021 a Science observa que Òmicron no va evolucionar a partir de cap altra variant notable, sinó que va seguir una pista diferent, potser a mitjan 2020. L'article exposa tres teories que podrien explicar aquest sorprenent llinatge genètic:
1. El virus podria haver circulat i evolucionat en una població amb poca vigilància i seqüenciació.
2. Podria haver-se gestat en un pacient amb COVID-19 infectat crònicament.
3. Podria haver evolucionat en una espècie no humana, de la qual recentment va tornar a passar a les persones.

## Conseqüències
El 15 de desembre, el Centre Europeu de Prevenció i Control de Malalties va avaluar que, encara que la variant resulti més lleu que la Delta, la seva propagació molt probablement augmentarà les hospitalitzacions i les víctimes mortals a causa del creixement exponencial dels casos causat per l'augment de la transmissibilitat.